# ديفيد هيليس
ديفيد هيليس (بالإنجليزية: David Hillis)‏ (و. 1958 – م) هو عالم حيواني، وأحيائي، وعالم زواحف من الولايات المتحدة الأمريكية. ولد في كوبنهاغن. هو عضوٌ في الأكاديمية الوطنية للعلوم، والأكاديمية الأمريكية للفنون والعلوم.

## التعليم
تعلم في جامعة بايلور، وجامعة كانساس.

## مناصب وهيئات
أدار جامعة تكساس، أوستن.

## جوائز
حصل على جوائز منها:
- زمالة ماك آرثر
- جائزة الباحث الشاب الرئاسية.